# Naprom
Naprom (deutsch Groß Nappern) ist ein Ort in der polnischen Woiwodschaft Ermland-Masuren. Er gehört zur Gmina Ostróda (Landgemeinde Osterode in Ostpreußen) im Powiat Ostródzki (Kreis Osterode in Ostpreußen).

## Geographische Lage
Naprom liegt im Westen der Woiwodschaft Ermland-Masuren, zwölf Kilometer südlich der Kreisstadt Ostróda (deutsch Osterode in Ostpreußen). 

## Geschichte

### Ortsgeschichte
Im Jahre 1334 wurde Nappern (vor 1551 ohne Zusatzbezeichnung) erstmals erwähnt. Am 7. Mai 1874 wurde Groß Nappern Sitz eines Amtsbezirks, der bis 1945 bestand und zum Kreis Osterode im Regierungsbezirk Königsberg (ab 1905: Regierungsbezirk Allenstein) in der preußischen Provinz Ostpreußen gehörte. Der Ort Groß Nappern wurde als Landgemeinde und auch als Gutsbezirk eingegliedert. Im Jahre 1910 zählte die Landgemeinde Groß Nappern 119 und der Gutsbezirk Groß Nappern 146 Einwohner.
Am 30. September 1928 gab der Gutsbezirk Groß Nappern seine Eigenständigkeit auf und ließ sich der Landgemeinde Groß Nappern zuordnen. Die Zahl der Einwohner insgesamt belief sich 1933 auf 294 und 1939 auf 262.
In Kriegsfolge wurde Groß Nappern 1945 mit dem gesamten südlichen Ostpreußen an Polen abgetreten. Das Dorf erhielt die polnische Namensform „Naprom“ und ist heute als Sitz eines Schulzenamts (polnisch Sołectwo) eine Ortschaft im Verbund der Landgemeinde Ostróda (Osterode i. Ostpr.) im Powiat Ostródzki (Kreis Osterode in Ostpreußen), bis 1998 der Woiwodschaft Olsztyn, seither der Woiwodschaft Ermland-Masuren mit Sitz in Olsztyn (Allenstein) zugehörig. Im Jahre 2011 zählte Naprom 151 Einwohner.

### Amtsbezirk Groß Nappern (1874–1945)
Zum Amtsbezirk Groß Nappern gehörte in der Zeit seines Bestehens:
| Deutscher Name              | Polnischer Name | Anmerkungen                                         |
| --------------------------- | --------------- | --------------------------------------------------- |
| Groß Nappern (Landgemeinde) | Naprom          |                                                     |
| Groß Nappern (Gutsbezirk)   |                 | 1928 in die Landgemeinde Groß Nappern eingegliedert |
| Jonasdorf                   | Jankowiec       |                                                     |
| Poburzen                    | Pobórze         |                                                     |
| Rauden                      | Rudno           |                                                     |

## Kirche
Bis 1945 war Groß Nappern in die evangelische Kirche Groß Schmückwalde (polnisch Smykowo) in der Kirchenprovinz Ostpreußen der Kirche der Altpreußischen Union sowie in die römisch-katholische Kirche Osterode i. Ostpr. eingepfarrt.
Heute gehört Naprom evangelischerseits zur Kirchengemeinde in der Kreisstadt Ostróda innerhalb der Diözese Masuren der Evangelisch-Augsburgischen Kirche in Polen, außerdem katholischerseits zur Pfarrei Brzydowo (Seubersdorf) mit der Filialkirche Smykówko (Klein Schmückwalde) im Erzbistum Ermland.

## Verkehr
Naprom liegt an der Kreisstraße (polnisch Droga powiatowa (DP)) 1235N, die die Landesstraße 15 bei Smykówko (Klein Schmückwalde) mit der Woiwodschaftsstraße 537 bei Klonowo (Klonau) verbindet. Eine von Rudno (Rauden) kommende Straße endet in Naprom. 
Eine Anbindung an den Bahnverkehr besteht nicht.